# Route nationale 517
Die Route nationale 517 (Abkürzung: N 517, auch RN 517) war von 1933 bis 1973 eine französische Nationalstraße, die zwischen Lyon und Morestel verlief. Ihre Länge betrug 57,5 Kilometer. 1978 wurde die N7 östlich um Lambesc geführt und in diesem Zusammenhang die Ortsdurchfahrt in N517 umbenannt. 1990 wurde diese zu D917 abgestuft.